# Heart Health Park
Le Heart Health Park (anciennement le Bonney Field et le Papa Murphy's Park), est un stade de soccer de 11 569 places situé à Sacramento dans l'État de Californie. Il est officiellement inauguré le 20 juin 2014. Le club résident est la franchise de USL Championship, le Republic de Sacramento.

## Histoire
La construction du stade a commencé en mars 2014, après l'approbation du conseil d'administration de Cal Expo (en). Le financement du stade est venu d'un accord conclu entre Spectra Food Services, Cal Expo et le Republic de Sacramento. L'ouverture officielle annoncer était le 7 juin lors d'une rencontre contre Arizona United, mais cette date a été repoussée de deux semaines, l'ouverture officielle du stade est le 20 juin, lorsque le Republic dispute une rencontre contre l'équipe réserve des Rapids du Colorado. 
Le nom du stade était à l'origine Cal Expo Multi-Use Sports Field Facility, mais le 21 avril 2014, le président de la franchise, Warren Smith, annonce un accord avec la société Bonney Plumbing. Le stade prend le nom de Bonney Field, appliquant un naming. Le 9 mars 2017 est signé un partenariat avec la société Papa Murphy's (en). Le stade prend le nom de Papa Murphy's Park, appliquant un naming.
Lors de la saison 2016, la franchise de PRO Rugby, l'Express de Sacramento dispute ses rencontres dans ce stade. Après la fin de la saison 2016, la compétition cesse ainsi ses activités au mois de janvier 2017, conduisant à la disparition de la franchise de Sacramento.

## Évènements au stade

### Autres rencontres internationales
Le 21 juin 2014, l'équipe des États-Unis de rugby à XV affronte le Canada lors de la Pacific Nations Cup 2014 devant 7 804 spectateurs. La rencontre, qui se termine par un score de 38-35. Il organise deux rencontres de la Pacific Nations Cup 2015, les Fidji contre les Samoa devant 5 500 spectateurs. La rencontre, qui se termine par un score de 30-30. Puis, les États-Unis contre le Japon devant 11 000 spectateurs (23-18), le 24 juillet 2015. 
Le 25 juin 2016, les États-Unis affronte la Russie en match amical. La rencontre, qui se termine par un score de 25-0. Le 8 février 2018, les États-Unis affronte le Canada lors d'un match de l'Americas Rugby Championship 2018 devant 2 500 spectateurs. La rencontre, qui se termine par un score de 29-10. 

## Galerie

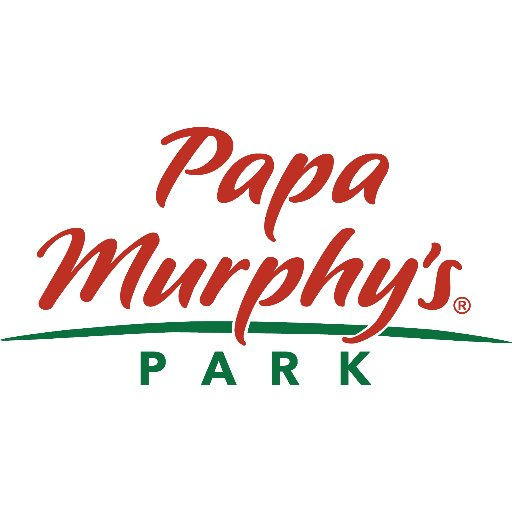
Papa Murphy's Park (2017-2021)
Heart Health Park (depuis 2021)